# 大学城北站 (广州市)
大学城北站是广州地铁4号线与12号线其中一个换乘车站。位於中国广东省广州市番禺区广州大学城中心北大街中环路口的地底。车站于2005年12月26日随四号线大学城专线开通而启用，2025年6月29日随12号线东段通车而成为换乘车站。

## 车站结构
大学城北站分为4号线及12号线两个平行的站体，站体间通过换乘接口连接。地面為大学城中心北大街、中环西路、中环东路、官洲隧道、番禺区计算科学与大数据产业园及其它建筑物。

### 4号线站体
4号线站体共有兩層。地面為车站各出入口，地下一層為站厅层；地下二層為4號線月台層。
| 地下一层 | 4号线站厅 | 售票機、客服中心、商店、警务室、安检设施 前往 █12号线 |          |          |
| 地下二层 | 侧式站台  | 侧式站台                                              | 侧式站台 | 侧式站台 |
|          | 1 站台    | █4号线 黃村方向（下站：官洲）                         |          |          |
|          |           | █4号线 緊急疏散站台                                   |          |          |
|          | 岛式站台  |                                                       |          |          |
|          | 2 站台    | █4号线 南沙客运港方向（下站：大学城南）               |          |          |

### 12号线站体
12号线站体共有三層。地面為车站各出入口，地下一層為站厅层；地下二、三層為12號線月台層。
| 地下一层 | 12号线站厅                 | 售票機、客服中心、安检设施 前往 █4号线 |  |  |
| 地下二层 | 3 站台                     | █12号线 大学城南方向（下站：大学城南） |  |  |
|          | 岛式站台（卫生间、母婴室） |                                        |  |  |
|          |                            | 预留 █12号线 支线（现状封闭）          |  |  |
| 地下三层 | 4 站台                     | █12号线 二沙島方向（下站：官洲）       |  |  |
|          | 岛式站台（卫生间、母婴室） |                                        |  |  |
|          |                            | 预留 █12号线 支线（现状封闭）          |  |  |

### 站厅及换乘
大学城北站站厅目前分为4号线部分和12号线两个部分，均位于地下一层。两个站厅的付费区和非付费区均设有联络接口连接。为方便行人进出及换乘，站厅层南北两侧被划分为收费区。
4号线站厅两个付费区分别设有四條扶手电梯供乘客前往不同方向的月台。由于两个分别通往不同站台的专用电梯位于站厅中间的非付费区，乘客使用时需要向车站工作人员求助以便協助使用。12号线付费区则设有多条扶手电梯及楼梯方便乘客前往不同方向的月台，另设有一台贯通三层的专用电梯。
4号线和12号线站厅均設有自动售票機及客服中心。另设有便利店和小吃店，以及自動售賣機、自动售卡/充值机、行李寄存柜等自助设施供乘客使用。在车站控制中心旁设有自動體外去顫器。

### 月台
本站4号线設有一個島式月台和一個側式月台，12号线则设有一组島式疊式站台，皆位於大學城中心北大街的地底。
4号线1站台站台书法站名系时任广州市青年书法家协会秘书长林振武之手筆。
12號線启用初期使用东北側的1號和2號站台，而西南側預留給12號線支线的站台則被玻璃假牆封閉，留待12號線支线建成之後才使用。因此在乘客眼中，本站12号线设有一组側式疊式月台。
本站的卫生间及母婴室设于12号线两个站台往大学城南方向的端头。

#### 站线配置
本站4号线設有一條貫穿車站的存車線。島式月台靠近存車線一側（緊急疏散月台，即2號月台對側）雖然安裝有屏蔽門，但由於柱子、扶梯及電梯阻擋了部分車門對應位置的關係，緊急疏散月台沒有安裝任何滑動門，只安裝有數個推動門。當4號線列車出現緊急情況需要進入本站存車線疏散時，列車停穩開門後乘客需要自行推開屏蔽門的推動門進入月台疏散。
12号线上下两层月台的路轨北端预留分岔路轨，供未来12号线支线联络路轨使用。

### 出入口
大学城北站目前设有A、B、D、E1、E2、F共6个出入口供乘客进出。
本站在4号线开通初期设有A、B、C、D四个出入口，其中A、B、C出入口因12号线建设需要而陆续拆除。但为符合消防疏散要求，在三个出入口拆除前，车站东侧增设了E1和E2两个出入口。
12号线车站对A、B、C三个出入口进行了重建并新增F出入口，其中B、C、F三个出入口以通道的形式接入车站西侧的计算科学与大数据产业园。12号线车站启用时，A、B、F三个出入口同步对外运营，C出入口暂缓开放。
|                                   |                                      |      |            |                                                                     |
|                                   |                                      |      |            |                                                                     |
| 编号                              | 设施                                 | 照片 | 出口指示   | 建议前往的目的地                                                    |
| 4号线站厅                         |                                      |      |            |                                                                     |
| D                                 | 盲道标志 · 扶手电梯标志              |      | 中心北大街 | 中山大学教学区 公交：综合商业北区临时站（东行）                     |
| E1                                | 扶手电梯标志                         |      | 中心北大街 | 青蓝街、广东省中医院大学城医院                                      |
| E2                                | 盲道标志 · 扶手电梯标志              |      | 青蓝街     | 中心北大街 公交：华师附属大学城小学站                               |
| 12号线站厅                        |                                      |      |            |                                                                     |
| A                                 | 扶手电梯标志                         |      | 静宁街     | 中环西路、华南师范大学、星海音乐学院 公交：综合商业北区站（西行）   |
| B                                 | 扶手电梯标志                         |      | 中环西路   | 中心北大街、华南师范大学、星海音乐学院 公交：综合商业北区站（东行） |
| C                                 |                                      |      | 中心北大街 | （未启用）                                                          |
| F                                 | 盲道标志 · 升降机标志 · 扶手电梯标志 |      | 青蓝街     |                                                                     |
| 註： 設有 \| 設有 \| 設有扶手電梯 |                                      |      |            |                                                                     |

## 接駁交通
大学城北站附近有综合商业北区公交站，有许多城内师生在此转乘公交。原C、D出口附近的地铁大学城北站因施工临时取消，途经线路改为停靠综合商业北区站或综合商业北区临时公交站。
| 公交线路（综合商业北区站） \| 编号 \| 编号 \| 线路 \| 线路 \| 线路 \| 收费 \| 备注 \| \| ---- \| -------------------- \| ------------------------ \| ---- \| ------------------------ \| ---- \| ------------------------------------------------------------------------------------------------------------------------------------------------ \| \| \| B25 \| 体育中心 \| ⇆ \| 大学城（中部枢纽） \| 2元 \| \| \| \| 361 \| 土华 \| ⇆ \| 黄船文化中心 \| 2元 \| 不大于20–30分/班 \| \| \| 383 \| 大学城星光下道 \| ⇆ \| 长洲码头 \| 2元 \| \| \| \| 387 \| 大学城（穗石村） \| ↺ \| 综合商业北区 \| 2元 \| 60分/班 \| \| \| 801 \| 大学城（科学中心） \| ⇆ \| 体育中心 \| 3元 \| \| \| \| 番201 \| 大学城（穗石村） \| ⇆ \| 广州市档案馆南（大学城） \| 2元 \| 20–40分/班 \| \| \| 番202旅游专线 \| 大学城（科学中心） \| ⇆ \| 大学城体育中心 \| 2元 \| \| \| \| 大学城环线1 \| 大学城星光下道 \| ↺ \| 大学城星光下道 \| 1元 \| \| \| \| 大学城环线2 \| 外环西路（青创汇） \| ↺ \| 综合商业北区 \| 1元 \| \| \| \| 大学城专线1大学城1线 \| 广外 \| ⇆ \| 大学城（广大） \| 3元 \| 15分/班（寒暑假期间30–60分/班） \| \| \| 大学城专线2大学城2线 \| 华工大 \| ⇆ \| 大学城（广中医） \| 3元 \| 15分/班（寒暑假期间30–60分/班） \| \| \| 大学城专线3大学城3线 \| 广东药学院 \| ⇆ \| 大学城（中部枢纽） \| 3元 \| 15分/班（寒暑假期间30–60分/班） \| \| \| 大学城专线4大学城4线 \| 天平架 \| ⇆ \| 大学城（广大） \| 3元 \| 15分/班（寒暑假期间30–60分/班） \| \| \| 夜48 \| 大学城体育中心 \| ⇆ \| 体育中心 \| 4元 \| B25路附属线路，使用大学城专线1、大学城专线4的配车运营 15–30分/班，寒暑假期间停运 \| \| \| 夜50 \| 广州市档案馆南（大学城） \| ↺ \| 广州市档案馆南（大学城） \| 3元 \| 星海学院至广州市档案馆南区段经华师一路、内环西路、国医东路（华师生活区、省中医院大学城医院、南汉二陵博物馆） 大学城环线1附属线路，寒暑假期间停运 \| \| \| 夜65 \| 大学城综合商业北区 \| ⇆ \| 长洲码头 \| 3元 \| 383路附属线路 \| |                      |                          |      |                          |      | |
| 编号 | 编号                 | 线路                     | 线路 | 线路                     | 收费 | 备注 |
| | B25                  | 体育中心                 | ⇆    | 大学城（中部枢纽）       | 2元  | |
| | 361                  | 土华                     | ⇆    | 黄船文化中心             | 2元  | 不大于20–30分/班 |
| | 383                  | 大学城星光下道           | ⇆    | 长洲码头                 | 2元  | |
| | 387                  | 大学城（穗石村）         | ↺    | 综合商业北区             | 2元  | 60分/班 |
| | 801                  | 大学城（科学中心）       | ⇆    | 体育中心                 | 3元  | |
| | 番201                | 大学城（穗石村）         | ⇆    | 广州市档案馆南（大学城） | 2元  | 20–40分/班 |
| | 番202旅游专线        | 大学城（科学中心）       | ⇆    | 大学城体育中心           | 2元  | |
| | 大学城环线1          | 大学城星光下道           | ↺    | 大学城星光下道           | 1元  | |
| | 大学城环线2          | 外环西路（青创汇）       | ↺    | 综合商业北区             | 1元  | |
| | 大学城专线1大学城1线 | 广外                     | ⇆    | 大学城（广大）           | 3元  | 15分/班（寒暑假期间30–60分/班） |
| | 大学城专线2大学城2线 | 华工大                   | ⇆    | 大学城（广中医）         | 3元  | 15分/班（寒暑假期间30–60分/班） |
| | 大学城专线3大学城3线 | 广东药学院               | ⇆    | 大学城（中部枢纽）       | 3元  | 15分/班（寒暑假期间30–60分/班） |
| | 大学城专线4大学城4线 | 天平架                   | ⇆    | 大学城（广大）           | 3元  | 15分/班（寒暑假期间30–60分/班） |
| | 夜48                 | 大学城体育中心           | ⇆    | 体育中心                 | 4元  | B25路附属线路，使用大学城专线1、大学城专线4的配车运营 15–30分/班，寒暑假期间停运                                                                 |
| | 夜50                 | 广州市档案馆南（大学城） | ↺    | 广州市档案馆南（大学城） | 3元  | 星海学院至广州市档案馆南区段经华师一路、内环西路、国医东路（华师生活区、省中医院大学城医院、南汉二陵博物馆） 大学城环线1附属线路，寒暑假期间停运 |
| | 夜65                 | 大学城综合商业北区       | ⇆    | 长洲码头                 | 3元  | 383路附属线路 |

## 利用狀況
本站作為大學城內兩個地鐵站之一，主要客流均來自於城內學生和居民。因此在星期五下午和星期日傍晚，即學生離校和返校的高峰期間，本站均會出現較大的客流。而在平日，本站客流也相當不俗。但在寒暑假期间，由于各高校放假，本站亦相当冷清。
另外，每逢天氣狀況良好的周末以及节假日期间会有来自市区的乘客使用本站转乘公交车前往长洲岛和广东科学中心游玩。同时在周末时段有部分高校举行公务员考试等面向社会的专业考试散场时，本站也会出现较大的客流，严重时需实行客流控制。

## 歷史

### 4号线
本站最早出現在2000年的《近期線網規劃實施調整方案》中，作為新出現的4號線的其中一個中途站，同時也是廣州大學城的配套地鐵站之一，因此亦命名为大學城站。隨後本站被列入4號線首通段（大學城專線）工程內，先行建設。车站开通前夕，本站更名为「北亭站」。2005年12月26日，4號線首通段（大學城專線）正式通車，本站隨之啟用。2006年5月，本站更名為「大学城北站」。
2022年年末疫情期间，本站曾受防控措施影响，于11月28日至11月30日下午暂停服务。

### 12号线

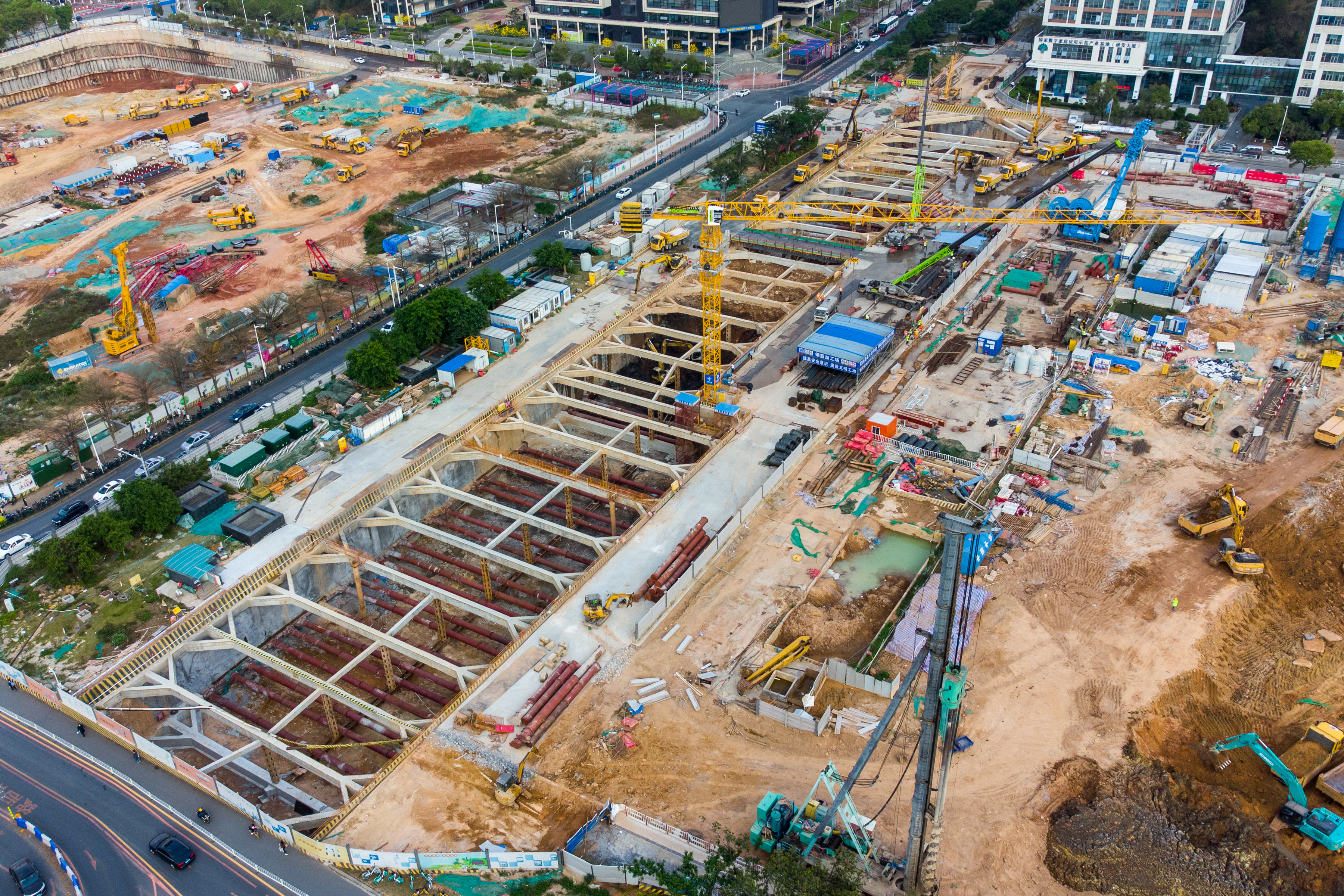
建设中的12号线车站（2022年3月）

12号线车站规划方案最初出现于2008年方案中，官洲至大學城南段作为该线與4號線並行三站因而设站。直到2017年因12号线规划南端终点站改为科学中心，本站与大学城南站被一度取消，直到同年3月，12號線被納入广州地铁三期建设规划方案获国家发改委批复，后在环评过程中因南端终点站再度改为大学城南站而恢复设站。2019年4月，一度有文件显示12号线改为在大学城中心湖旁设站，唯后来又改回大学城北设站。
为配合建设12号线车站，大学城北站西侧原有的出入口均被关闭拆除，其中A出入口于2020年6月1日关闭，B出入口于2020年8月31日关闭，C口于2021年4月8日封闭，并开通E1和E2口。
12号线车站于2025年3月14日完成“三权”移交，同年6月29日启用。